# Beltanelliformis
Beltanelliformis é um gênero de fóssil discoide do período Ediacarano, às vezes atribuído à Biota Ediacarana. A assinatura química obtida a partir de espécimes preservados organicamente aponta para uma afinidade cianobactériana. Dependendo de sua preservação, às vezes é referido como Nemiana ou Beltanelloides.